# Ángel Sánchez (árbitro)
Ángel Osvaldo Sánchez (Buenos Aires, 3 de março de 1957) é um ex-árbitro de futebol argentino. Apitou na Copa de 2002, trabalhando em 2 jogos da competição.

## Carreira
Ingressou no quadro de árbitros da FIFA em 1994, já aos 37 anos de idade. Em 1993, fez sua estreia no Campeonato Argentino, apitando o jogo entre Platense e Deportivo Español.
Trabalhou no Mundial Sub-20 disputado na Nigéria em 1999 e na Copa América de 2001. Porém, foi na Copa de 2002 que Sánchez tornou-se conhecido, apitando 2 partidas.

## Agressão de João Pinto
Seu primeiro jogo na competição disputada no Japão e na Coreia do Sul foi África do Sul e Eslovênia, que terminou empatado em 1 a 1; na partida entre os anfitriões e Portugal, o meia-atacante João Vieira Pinto levou cartão vermelho após uma falta violenta sobre Park Ji-sung e, revoltado com a decisão do árbitro, o agrediu com um soco "na altura das costelas, em seu lado esquerdo". Porém, Sánchez decidiu perdoar João Pinto e declarou não ter nenhum rancor do meia-atacante, e disse ainda que Eusébio pediu desculpas depois da partida pelo comportamento do jogador. Sánchez não voltaria a apitar na competição e deixou o quadro de arbitragem da FIFA no mesmo ano.

## Despedida
Em 2006, aos 49 anos, Sánchez realizou seu último jogo como árbitro de futebol, entre Racing Club e San Lorenzo, recebendo o reconhecimento de vários colegas de profissão e também de sua esposa e filhos.